# Condado de Mason (Washington)
El condado de Mason (en inglés: Mason County), fundado en 1854, es uno de 39 condados del estado estadounidense de Washington. En el año 2009, el condado tenía una población de 58,016 habitantes y una densidad poblacional de 20 personas por km². La sede del condado es Shelton.

## Geografía
Según la Oficina del Censo, el condado tiene un área total de 2722 km² (1051,0 mi²), de la cual 2489 km² (961 mi²) es tierra y 233 km² (90,0 mi²) (8.56%) es agua.

### Condados adyacentes
- Condado de Jefferson (noroeste)
- Condado de Kitsap (noreste)
- Condado de Pierce (este/sureste)
- Condado de Thurston (sureste)
- Condado de Grays Harbor (suroeste)

### Áreas protegidas
- Bosque Nacional Olympic
- Parque nacional Olympic

## Demografía
Según el censo de 2000, había 49,405 personas, 18,912 hogares y 13,389 familias residiendo en la localidad. La densidad de población era de 20 hab./km². Había 25,515 viviendas con una densidad media de 10 viviendas/km². El 88.46% de los habitantes eran blancos, el 1.19% afroamericanos, el 3.72% amerindios, el 1.05% asiáticos, el 0.45% isleños del Pacífico, el 2.10% de otras razas y el 3.03% pertenecía a dos o más razas. El 4.78% de la población eran hispanos o latinos de cualquier raza.
Los ingresos medios por hogar en la localidad eran de $39,586, y los ingresos medios por familia eran $44,246. Los hombres tenían unos ingresos medios de $37,007 frente a los $25,817 para las mujeres. La renta per cápita para el condado era de $12.20. Alrededor del 12.60% de la población estaban por debajo del umbral de pobreza. 

## Transporte

### Carreteras principales
- U.S. 101
- SR 3

## Localidades
- Allyn-Grapeview
- Grapeview
- Shelton
- Skokomish

### Otras comunidades
- Allyn (parte de Allyn-Grapeview CDP)
- Belfair
- Eldon
- Harstine Island
- Hoodsport
- Kamilche
- Lake Cushman
- Lilliwaup
- Matlock
- Potlatch
- Tahuya
- Union